# گیج (روانسر)
گیج یک روستا در ایران است که در شهرستان روانسر استان کرمانشاه واقع شده‌است. گیج ۸۷ نفر جمعیت دارد.

## جمعیت
این روستا در دهستان حسن‌آباد قرار دارد و براساس سرشماری مرکز آمار ایران در سال ۱۳۸۵، جمعیت آن ۹۷ نفر (۲۰ خانوار) بوده‌است.